# Mudurnu (stad)
Mudurnu is een stad in het district Mudurnu in het noorden van Turkije, in de Zwarte Zeeregio. Mudurnu ligt in de provincie Bolu, 52 kilometer ten zuidwesten van de provinciehoofdstad Bolu. Mudurnu telde in 2012 5.261 inwoners.

## Geschiedenis
De naam Mudurna is afkomstig van de Byzantijnse princes Modrene (Grieks: Μωδρηνή). Boven de stad liggen nog steeds de ruïnes van het Byzantijnse kasteel. In de 8e eeuw werden de troepen van de tegenkeizer Artabasdos, geleid door diens zoon Niketas, verslagen nabij Mudurnu door keizer Constantijn V.
Eind 19e en begin 20e eeuw was Mudurnu onderdeel van de vilajet Kastamonu binnen het Ottomaanse Rijk. In 1920 werd Mudurnu belegerd door İbrahim Çolak met de Kuva-yi Milliye, nationalistische militia die streden tegen regeringstroepen. Na drie dagen namen ze de stad in.

## Economie
De lokale economie was tot 2002 sterk afhankelijk van Mudurnu Tavuk, een grote Turkse fastfoodketen en producent van kippenvlees. In dat jaar ging het bedrijf echter failliet, waarna veel inwoners de stad verlieten om elders een baan te vinden. In de hierop volgende jaren is veel geïnvesteerd in het opknappen van de oude binnenstad, met als doel om meer toeristen en dagjesmensen aan te trekken.
De pluimveeverwerkende industrie kwam in 2010 weer terug in Mudurnu toen het bedrijf Pak Tavuk een nieuwe fabriek opende.

## Bezienswaardigheden
De streek rondom Mudurnu bestaat uit bossen en bergen. De stad zelf heeft een historisch karakter met goedbewaarde Ottomaanse huizen. Een deel van het centrum is een beschermd stadsgezicht.
Enkele bezienswaardigheden zijn:
- Babas Kaplıcası: een bron die onderdeel is van een gerestaureerd Ottomaans houten badhuis.
- Yildrim Bayezid moskee: gebouwd in 1372 als onderdeel van een groter complex met een hamam en een madrassa. Het zou de eerste moskee zijn waarbij de koepel niet op zuilen rust.
- Yildrim Bayezid Hamam: een Turks badhuis, in 1382 gebouwd door Ömer Ibrahim. Het badhuis is nog steeds functioneel.
- Abantmeer: een meer op 20 kilometer ten noordoosten van Mudurnu.